# ぼくらのパーマン
- 藤子不二雄 > 藤子・F・不二雄 > 著作一覧 > パーマン > ぼくらのパーマン
- 不二家の時間 > ぼくらのパーマン

「ぼくらのパーマン」は、1967年にTBSテレビ「不二家の時間」枠で放送されたアニメ『パーマン』（第1作）の主題歌として制作された楽曲である。
メインヴォーカルはパーマン1号/須羽ミツ夫役で主演した三輪勝恵で、前番組『オバケのQ太郎』の主題歌を担当した石川進がセリフ部分で参加している。作詞は漫画『パーマン』原作者の藤子不二雄、作曲・編曲は越部信義。
本項では挿入歌「すてきなパー子」および「パーマン2号はウキャキャのキャ」についても解説する。

## 解説
アニメのオープニングとエンディング兼用で1年間を通して使用され、エンディングでは時期により2番が使われることもあった。原作の旧設定当時に書かれた歌詞なので、パーマンの飛行速度は「91キロ」と歌われている。
レコードの発売は放送開始翌月の1967年5月22日で、朝日ソノラマからソノシート（M-90）としてリリースされた。同時期に日本コロムビアからも別テイクのシングル盤（SCS-23）が発売されているが、テレビ放送で使用されたのはソノラマ盤（東芝EMI『懐かしのミュージッククリップ(39) パーマン』に収録）の方のテイクである。コロムビア盤はソノラマ盤よりもイントロ部分が1小節長く、3番でミツ夫のセリフ部分がソノラマ盤では「ウキー、マイクのテスト中」なのに対しコロムビア盤は「ウキー、ただいまマイクのテスト中」とされる相違が特徴。『テレビまんが主題歌のあゆみ』を始めとするコロムビア発売の各種アルバムでは、自社の原盤が使用されている。
前作『オバケのQ太郎』で好評を博した不二家のソノシート交換キャンペーンは本作でも引き続き行われ、小学館の学年誌でも「ぼくらのパーマン」のソノシート（B面は『トッポ・ジージョ』の「トッポちゃんマーチ」）が付録になっていた。なお「不二家の時間」枠の前番組『オバケのQ太郎』（『パーマン』開始後は放送枠を移動して継続）と次番組『怪物くん』では主題歌や季節限定のエンディング曲として「オバQ音頭」や「怪物くん音頭」が作成されたが『パーマン』ではTBS版の本放送中に音頭は作られず、テレビ朝日のリメイク版放送時に「パーマン音頭」が作られている。
主演で本曲を歌唱した三輪はテレビ朝日版でも主題歌「きてよパーマン」を歌唱しており、2003年公開の映画『Pa-Pa-Pa ザ★ムービー パーマン』や2004年公開の続編『Pa-Pa-Pa ザ★ムービー パーマン タコDEポン!アシHAポン!』でも引き続き「きてよパーマン」が主題歌として使用されている。

### すてきなパー子
「すてきなパー子」はソノラマ盤、コロムビア盤および他各社のソノシートに収録された挿入歌で、パーマン3号（声 - 栗葉子）のキャラクターソング。作詞および作曲・編曲は「ぼくらのパーマン」に同じ。

### パーマン2号はウキャキャのキャ
「パーマン2号はウキャキャのキャ」は放送後期から使用された挿入歌で、パーマン2号（声 - 大竹宏）のキャラクターソング。「ぼくらのパーマン」と同じく、セリフ部分に石川進が参加している。東芝音楽工業がドラマ「パーマン2号は社長さん」の主題歌扱いで1968年1月10日にシングル盤（TC-1088）を発売しており、ジャケット裏面には原作の旧設定およびTBS版のみ登場するパーマン5号が描かれている。
作詞は藤子不二雄、作曲は筒美京平。発売元によってタイトルに表記ゆれがあり、朝日ソノラマ発売のソノシート「パーマン2号怪獣退治!」（M-94）では「パーマン2号ウキキのキ」、ミュージック・グラフ発売の「MGテレビコミックス(7) パーマン全員集合」（F8-1）では「パーマン2号ウキャキャのキャ」とされている。

## 収録アルバム
最初のアルバム収録はTBS版が放送を終了した1968年に東芝音楽工業から発売されたLPレコード『ぼくらのうた テレビのうた』第2集（TC-6302）だった。CDへの収録は多数のため、主要なものを挙げる。
- 東芝EMI『懐かしのミュージッククリップ(39) パーマン』（TOCT-10239）

1998年発売。「ぼくらのパーマン」（ソノラマ原盤）のフルサイズ、TVサイズ4種（OP、ED1〜3）および「すてきなパー子」「パーマン2号はウキャキャのキャ」を収録。
- 日本コロムビア - 以下の収録はいずれもコロムビア原盤。
  - 『テレビまんが主題歌のあゆみ』（LP：CB-7005〜7008、CD：COCX33498〜33499）

LP盤は1976年、CD再発版は1987年発売。LPは1枚目B面のトラック2、CDはディスク1のトラック26に「ぼくらのパーマン」を収録。
  - 『パーマン ザ★ベスト』（COCX-32608）

2004年の映画公開記念で発売。テレビ朝日版中心の内容だが、トラック8・9に旧作から「ぼくらのパーマン」と「すてきなパー子」を収録（「パーマン2号はウキャキャのキャ」のみ未収録）[3]。
  - 『藤子・F・不二雄 アニメ主題歌・挿入歌集』（COCX-37007〜37008）

ディスク1のトラック14〜16に「ぼくらのパーマン」と「すてきなパー子」「パーマン2号はウキャキャのキャ」を収録。
  - 『藤子・F・不二雄 生誕80周年 藤子・F・不二雄大全集』（COCX-38881〜38885）

ディスク1のトラック8〜10に「ぼくらのパーマン」と「すてきなパー子」「パーマン2号はウキャキャのキャ」を収録。